# Амели-ле-Бен
Амели-ле-Бен-Палальда (фр. Amélie-les-Bains-Palalda) — коммуна в южной Франции, в регионе Окситания, департамент Восточные Пиренеи.

## История
В прошлом город носил название Арль-ле-Бен (Arles les Baines), в 1840 году переименован в честь королевы Амели (Марии Амалии Неаполитанской) — жены Луи-Филиппа I. По-каталански он продолжает именоваться Els banys d’Arles.